# Cerberiopsis candelabra
Cerberiopsis candelabra är en oleanderväxtart som beskrevs av Eugène Vieillard. Cerberiopsis candelabra ingår i släktet Cerberiopsis och familjen oleanderväxter. Utöver nominatformen finns också underarten C. c. vexillaria.